# Grodzisko (Gdańsk)

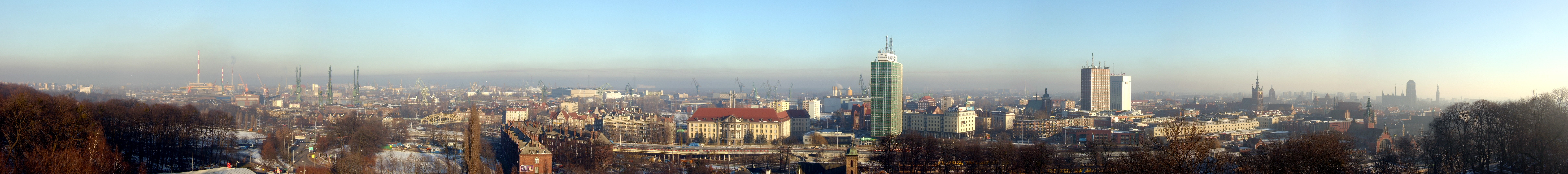
Panorama Gdańska ze szczytu Bastionu Jerozolimskiego na Grodzisku

Grodzisko na mapie Śródmieścia

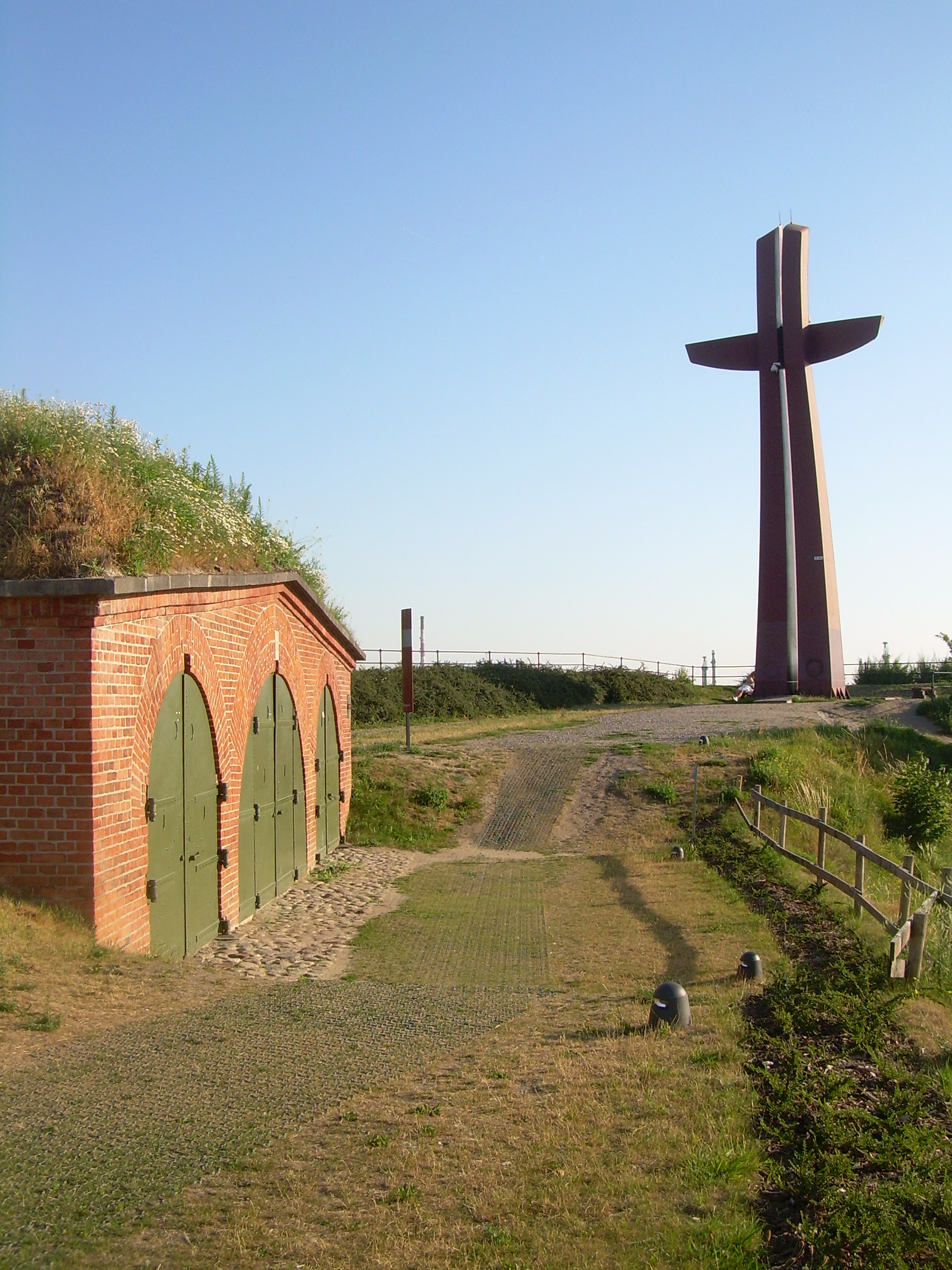
Bastion Jerozolimski i Krzyż Milenijny

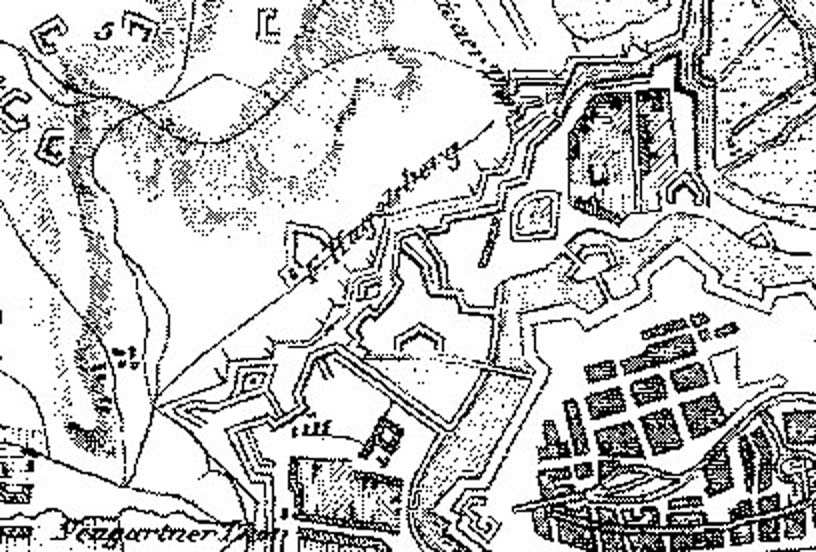
Mapa Grodziska z 1812

Grodzisko (Fort Grodzisko, niem. Hagelsberg, kaszub. Gradowô Góra) – obszar w Gdańsku w dzielnicy Śródmieście. Zespół fortyfikacji miejskich z XIX wieku.

## Nazwa
28 marca 1949 r. ustalono urzędową polską nazwę miejscowości – Grodzisko, określając drugi przypadek jako Grodziska, a przymiotnik – grodziski.

## Położenie
Grodzisko położone jest w północno-zachodniej części gdańskiego śródmieścia. Graniczy z osiedlami administracyjnymi Aniołki oraz Siedlce. Wewnątrz Śródmieścia graniczy od wschodu ze Starym Miastem, a od południa z Nowymi Ogrodami. Nad Grodziskiem wznosi się Góra Gradowa o wysokości 46 m n.p.m.

## Historia
Grodzisko przed wiekami pełniło początkowo rolę miejsca obserwacyjnego okolicznych wzniesień i lasu. Przypisywana mu była lokalizacja (w XII wieku) Zamku Książąt Pomorskich: zamek książęcy miał być na Górze Zamkowej (Hagelsberg).
Fortyfikacje miejskie od zachodniej strony miasta postanowiono rozbudować w XVI i XVII wieku. Usypano ciąg wałów z bastionami i fosą. Były to fortyfikacje typu starowłoskiego, łączące wały ziemne z elementami murowanymi. Powstał w ten sposób zewnętrzny, zachodni ciąg fortyfikacji, których elementem było Grodzisko. Projektantami linii obronnych byli Jan i Jerzy Strakowscy. W efekcie przeprowadzonych prac Grodzisko stało się ważnym elementem obrony Gdańska i uchroniło Gdańsk w trakcie oblężenia przez Szwedów, w czasie potopu szwedzkiego, jak i w trakcie wojny północnej.
Grodzisko zostało przebudowane w 1807 przez Prusy w trakcie obrony przed wojskami francuskimi.
Obecny kształt Grodzisko uzyskało w trakcie generalnej przebudowy w latach 1867–1874. Powierzchnia zespołu pofortecznego wynosi 27 ha.

### Zabytki oraz interesujące miejsca
- Punkt widokowy – Bastion Jerozolimski z 1655[4]
- Krzyż Milenijny
- Fort
- Zabytkowy zespół poszpitalny Bożego Ciała[6]
- Pomnik Cmentarz Nieistniejących Cmentarzy
- Teren byłego cmentarza ewangelickiego pw. Bożego Ciała, czynnego w latach 1815–1956
- Pomnik z 1898, żołnierzy rosyjskich poległych podczas oblężeń Gdańska w 1734, 1807 i 1813[4]
- Gmach dawnej Szkoły Wojennej[4] (obecnie Powiatowy Urząd Pracy)
- Fortyfikacje ziemne
- Zabytkowa Redita Napoleońska[6]
- Betonowa wieża obserwacyjna z II wojny światowej, służąca obronie przeciwlotniczej (na szczycie Redity Napoleońskiej)[4]
- Grób rodziny Klawitterów, zasłużonej dla przemysłu stoczniowego w Gdańsku[7]
- Dawna zbrojownia (obecnie budynek mieszkalny przy ul. 3 Maja)[4]
- Pozostałości fosy (obecnie staw), flankującej nieistniejącą Bramę Nowych Ogrodów[4]
- Zabudowania z 1854, dawnego Sądu Kryminalnego w Gdańsku: sąd, brama, areszt i zakład karny (obecnie Areszt Śledczy Gdańsk i Sąd Apelacyjny przy ul. Nowe Ogrody 28/29)[6]
- Wozownia Artyleryjska z l. 70. XIX wieku, w północno-zachodnim fragmencie majdanu, służąca pierwotnie do przechowywania lawet i innych konstrukcji umożliwiających transport artylerii lub amunicji. Po 1920 przekształcona w budynek mieszkalny, w czerwcu 2018 otwarta do celów konferencyjnych (276 miejsc) i gastronomicznych (restauracja „Wozownia Gdańska”)[8] (koszt adaptacji 10 mln zł, w tym 5,1 mln zł z budżetu Gdańska)[9].

W połowie 2018 planowano rozpoczęcie budowy podziemnego planetarium w Kaponierze Południowej. Z uwagi na przekroczenie założonego budżetu, w 2019 rozpisano kolejny przetarg.